# Церковь Покрова Пресвятой Богородицы в Ерине
Церковь Покрова Пресвятой Богородицы в Ерине — православный храм в деревне Ерино Рязановского поселения Москвы. Относится к Никольскому благочинию Московской епархии Русской православной церкви. Освящена в честь праздника Покрова Пресвятой Богородицы.

## История

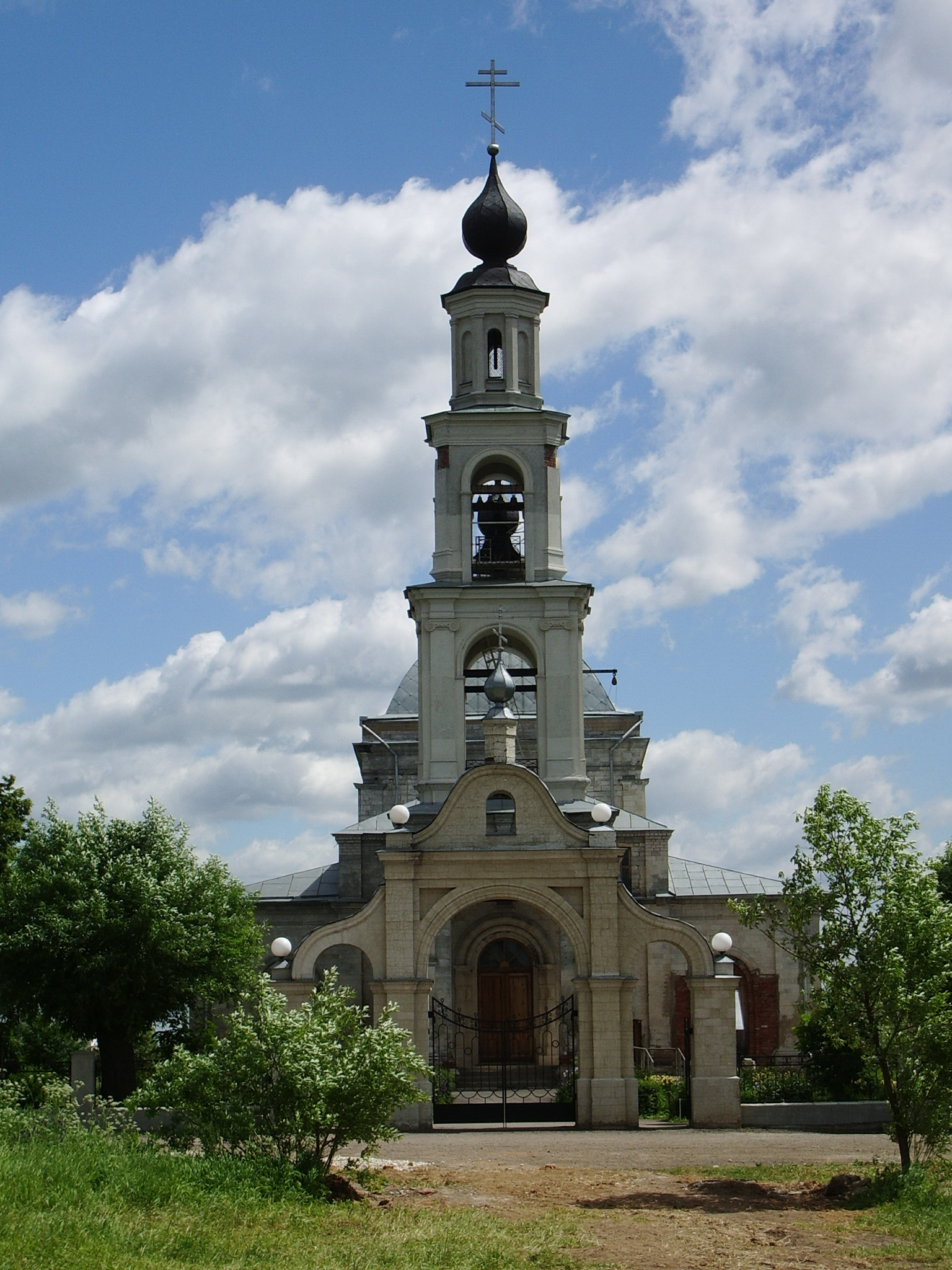
Ворота и колокольня

Первое упоминание села Ерино относится к 1627(28) году. Известно, что уже тогда в селе находилась каменная церковь, освящённая во имя Пресвятой Богородицы. К 1649 году у церкви было два придела во имя Преподобного Сергия и Николая Чудотворца.
Предположительно, ныне существующий храм был построен в начале XVIII века. В 1777 году были проведены работы по замене крыши и иконостаса, после чего церковь была вновь освящена. В конце XVIII века была построена каменная колокольня.
Согласно описи имущества 1875 года, на колокольне было 5 колоколов, самый большой из которых весил 1200 кг.
Согласно документам 1910 года, церковь была покрашена в жёлтый цвет и внутри отштукатурена. Железная крыша была выкрашена в зелёный цвет. На церкви было 3 небольших позолоченных главки. Главный иконостас и иконостасы боковых приделов были покрашены в белый цвет и местами позолочены.
В конце 1920-х годов колокольня церкви была разобрана. По рассказам местных жителей, службы в церкви продолжались до 1937 года. После этого здание церкви стали использовать для хозяйственных нужд.
В 1937 году настоятель храма протоиерей Николай Агафонников был приговорён коммунистами к смертной казни. Приговор был приведён в исполнение на Бутовском полигоне. Позднее Николай Агафонников был причислен к лику святых как священномученик.
В 1993 году здание храма было передано Русской Православной Церкви. Начались работы по восстановлению здания. В 2005 году иконописцем Александром Айнетдиновым был изготовлен новый иконостас. В настоящее время церковь является действующей.

## Духовенство
- Настоятель храма — протоиерей Андрей Дерягин[4]

## История прихода

### Церковно-приходская школа
В 1885 году в селе Ерине с разрешения епархиального начальства местный священник Попов открыл церковно-приходскую школу, которая разместилась в его доме. Но помещение для 35 учеников, в 4-х метровой избе оказалось недостаточным. Вследствие чего священник Попов в 1886 году организовал на средства прихожан и благотворителей постройку отдельной школы. Изба имела размеры 8,5 на 7 метров и была покрыта железом.
6 декабря 1886 года после литургии в Покровской церкви крестный ход при колокольном звоне прибыл в школу, где в присутствии детей и их родителей совершилось её освящение. При сём о. Попов произнёс речь, в которой выразил благодарность Богу и благотворителям за то, что это событие свершилось, превзойдя все ожидания.
Вся постройка школы стоила восемьсот рублей. Благотворителями выступили местный церковный староста временный московский купец Василий Александрович Александров, который принял на себя плотницкую работу, стоившую 300 рублей и прихожанин деревни Рыбина крестьянин Степан Алексеевич Пынов, пожертвовавший 100 рублей.
В 1887 году в школе обучалось 50 детей (35 мальчиков и 15 девочек). Учительницей состояла Людмила Попова, дочь местного священника, окончившая курс в Филаретовском училище. На содержание школы тратилось 100 рублей, из которых 75 рублей давали крестьяне и 25 рублей местная церковь.